# Kellerhaus (Treuchtlingen)
Kellerhaus ist ein Gemeindeteil der Stadt Treuchtlingen im mittelfränkischen Landkreis Weißenburg-Gunzenhausen (Bayern). Kellerhaus liegt in der Gemarkung Wettelsheim.

## Lage
Der Weiler besteht aus mehreren Anwesen, die auf einer Höhe von  470 m ü. NHN am Nordhang des Patrichs im Hahnenkamm entlang der Treuchtlinger Straße auf halber Strecke zwischen Treuchtlingen und Wettelsheim liegen.

## Geschichte
Der Ortsname bedeutet „Haus am/mit (Eis-)Keller (einer Brauerei)“. Das „Kellerhaus“ wird erstmals 1833 als zur Brauerei in Wettelsheim Nr. 26 gehörend erwähnt; erbaut wurde es 1831. Hier wurde das im Weiher von Wettelsheim gebrochene Eis für die Kühlung des Bieres eingelagert. 1984 bestand der Gemeindeteil aus einem Wohnhaus mit Keller, einem zur Diskothek umgewandelten Brauereikeller, der Gartenwirtschaft Wettelsheimer Keller (früher Straußkeller) und einem weiteren Wohnhaus mit Keller, dem ein Holzverarbeitungsbetrieb angeschlossen war. Der im Wald gelegene Wettelsheimer Keller zwischen Treuchtlingen und Wettelsheim gilt bis heute als Ausflugstipp und erhielt in einem Bierkeller-Ranking der Tageszeitung Fränkischer Tag den zweiten Platz.
Der Weiler Kellerhaus gehörte der im frühen 19. Jahrhundert gebildeten Ruralgemeinde Wettelsheim an. Mit dieser wurde Kellerhaus am 1. Juli 1972 nach Treuchtlingen eingegliedert.

## Einwohnerzahlen
- 1846: 10 Personen, 2 Familien[9]
- 1950: 16 Personen in drei Wohngebäuden[10]
- 1987: 0 Personen[1]